# Клімонтув (Малопольське воєводство)
Клімонтув (пол. Klimontów) — село в Польщі, у гміні Прошовиці Прошовицького повіту Малопольського воєводства.
Населення — 1377 осіб (2011).
У 1975-1998 роках село належало до Краківського воєводства.

## Демографія
Демографічна структура станом на 31 березня 2011 року:
|          | Загалом | Допрацездатний вік | Працездатний вік | Постпрацездатний вік |
| -------- | ------- | ------------------ | ---------------- | -------------------- |
| Чоловіки | 693     | 127                | 479              | 87                   |
| Жінки    | 684     | 116                | 389              | 179                  |
| Разом    | 1377    | 243                | 868              | 266                  |